# Sid Grauman

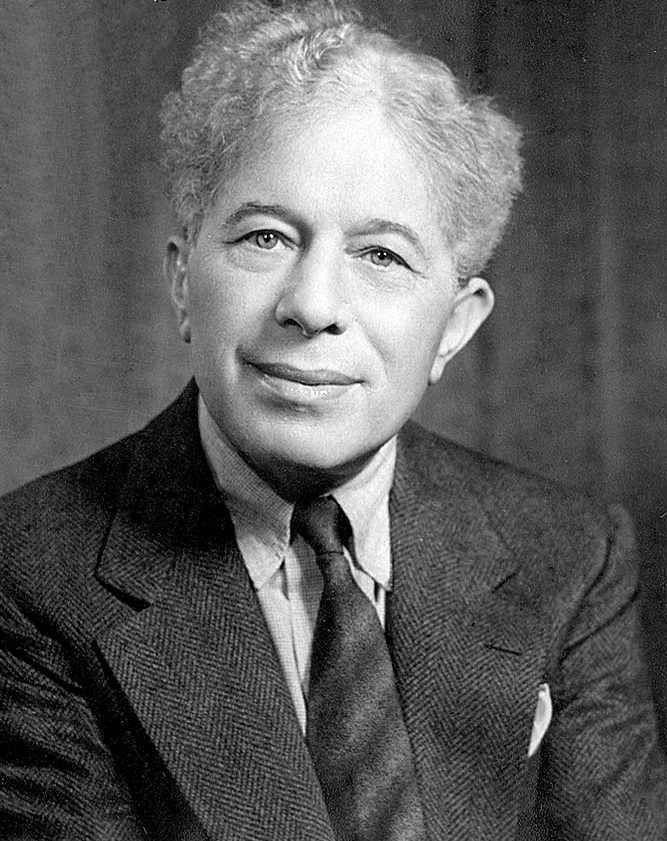
Sid Grauman (lata 30.)

Sidney Patrick Grauman (ur. 17 marca 1879 w Indianapolis, zm. 5 marca 1950 w Los Angeles) – amerykański artysta wodewilowy, impresario, właściciel i twórca kin. Zbudował Grauman’s Chinese Theatre, Million Dollar Theatre i Grauman’s Egyptian Theatre. Jeden z założycieli Amerykańskiej Akademii Sztuki i Wiedzy Filmowej (AMPAS).

## Życiorys
Jego ojcem był David Grauman twórca i właściciel teatru wodewilowego w San Francisco, znanego z dobrej, rodzinnej rozrywki. Sid Grauman jako nastolatek występował w restauracji w San Jose w Californi, gdzie wraz ze swoim przyjacielem Joelem Whitehurstem odgrywali skecz polegający na wyławianiu ze znajdującego się w lokalu stawku wrzuconych tam wcześniej talerzy. Następnie przyjaciele zdecydowali się występować jako akrobaci; z czasem jednak Whitehurst zrezygnował po wypadku na scenie. W 1898 Sid i David Grauman udali się do Jukonu, mając nadzieję na wzbogacenie się podczas gorączki złota, jednak nie odnieśli sukcesu, postanowili więc udać się do San Francisco i zająć pracą w showbiznesie. W 1905 otwarli teatry wodewilowe Unique i Lyceum. Gdy po roku pierwszy z nich uległ zniszczeniu w trzęsieniu ziemi, wybudowali na jego miejsce teatr National. W 1908 roku Sid Grauman opuścił San Francisco i udał się najpierw do Nowego Jorku, a następnie do Los Angeles. W 1918 roku otworzył kino Million Dollar Theatre. Sfinansował też budowę pełnych przepychu kin, które stały się jedynymi z najbardziej znanych kin Hollywood – Teatru Chińskiego i Teatru Egipskiego. Organizował pełne przepychu, wystawne premiery filmowe z udziałem gwiazd. Projekcje filmowe w swoich kinach poprzedzał atrakcyjnymi, niezwykle widowiskowymi prologami aktorskimi lub muzycznymi, nawiązującymi do treści filmu; zyskały one wielką popularność wśród publiczności. Był jedną z 36 osób, które 11 stycznia 1927 roku spotkały się aby założyć Amerykańską Akademię Sztuki i Wiedzy Filmowej. Zagrał kilka epizodycznych ról w filmach, m.in. w Ben Hurze i Gorączce złota. Przyjaźnił się z wieloma znanymi osobistościami w Hollywood, m.in. Mary Pickford, Charlie Chaplinem, Jessem L. Laskym, Fattym Arbucklem i Jackiem Warnerem. Zmarł w 1950 roku.